# Grants
Grants es una ciudad ubicada en el condado de Cíbola en el estado estadounidense de Nuevo México. En el Censo de 2010 tenía una población de 9182 habitantes y una densidad poblacional de 238,6 personas por km².

## Geografía
Grants se encuentra ubicada en las coordenadas 35°9′13″N 107°50′4″O / 35.15361, -107.83444. Según la Oficina del Censo de los Estados Unidos, Grants tiene una superficie total de 38.48 km², de la cual 38.48 km² corresponden a tierra firme y (0.01%) 0 km² es agua.

## Demografía
Según el censo de 2010, había 9182 personas residiendo en Grants. La densidad de población era de 238,6 hab./km². De los 9182 habitantes, Grants estaba compuesto por el 57.43% blancos, el 1.73% eran afroamericanos, el 16.91% eran amerindios, el 0.85% eran asiáticos, el 0.22% eran isleños del Pacífico, el 18.53% eran de otras razas y el 4.33% pertenecían a dos o más razas. Del total de la población el 52.08% eran hispanos o latinos de cualquier raza.